# Saveljevia cornuta
Saveljevia cornuta är en rundmaskart som beskrevs av Gerlach 1956. Saveljevia cornuta ingår i släktet Saveljevia och familjen Enoplidae. Inga underarter finns listade i Catalogue of Life.